# Хедмарк, Леннарт
Леннарт Пер-Олав Хедмарк (швед. Lennart Per-Olav Hedmark; род. 18 мая 1944, Шеллефтео, Вестерботтен) — шведский легкоатлет, специалист по метанию копья и многоборьям. Выступал за сборную Швеции по лёгкой атлетике в 1965—1976 годах, серебряный призёр чемпионата Европы, победитель Кубка Европы в личном зачёте, обладатель серебряной и бронзовой медалей летних Универсиад, многократный победитель первенств национального значения, участник четырёх летних Олимпийских игр.

## Биография
Леннарт Хедмарк родился 18 мая 1944 года в городе Шеллефтео.
Начинал спортивную карьеру как метатель копья, в частности в 1963—1965 годах три раза подряд становился чемпионом Швеции в данной дисциплине. Находился в составе шведской национальной сборной, отправившейся на Олимпийские игры 1964 года в Токио, однако в итоге на старт здесь не вышел. Будучи студентом, в 1965 году побывал на летней Универсиаде в Будапеште, откуда привёз награду бронзового достоинства, выигранную в метании копья.
Начиная с 1967 года специализировался на многоборьях, став одним из сильнейших представителей этого направления в Скандинавии. Неоднократно выигрывал чемпионаты Швеции в десятиборье и пятиборье.
Благодаря череде удачных выступлений удостоился права защищать честь страны на Олимпийских играх 1968 года в Мехико — набрал в сумме всех дисциплин десятиборья 7481 очко, расположившись в итоговом протоколе соревнований на 11-й строке.
В 1969 году с результатом в 7402 (7531)	очков стал седьмым на чемпионате Европы в Афинах.
На Универсиаде 1970 года в Турине выиграл серебряную медаль в десятиборье, уступив только советскому легкоатлету Николаю Авилову.
В 1971 году получил серебряную награду на чемпионате Европы в Хельсинки — здесь его обошёл немец Йоахим Кирст.
На Олимпийских играх 1972 года в Мюнхене сошёл с дистанции на этапе прыжков в высоту и не показал никакого результата.
В 1973 году стартовал на впервые проводившемся Кубке Европы по легкоатлетическим многоборьям в Бонне, одержал победу в личном зачёте и вместе со шведской сборной стал шестым в командном зачёте.
На чемпионате Европы 1974 года в Риме досрочно завершил выступление.
В 1975 году на Кубке Европы в Быдгоще стал четвёртым в личном зачёте и помог своим соотечественникам выиграть бронзовые медали командного зачёта.
В 1976 году на Олимпийских играх в Монреале набрал в десятиборье 7974 очка и занял восьмое место.
Хотя в ходе своей спортивной карьеры Хедмарку не удалось завоевать ни одного крупного международного трофея, он в общей сложности принял участие в 76 соревнованиях по многоборьям. На тот момент по этому показателю он превосходил всех многоборцев элитного уровня. Позже его достижение превзошли американец Кип Джанврин и чех Роман Шебрле, чьё количество выступлений превысило сотню. Ныне Хедмарк считается четвёртым самым плодовитым десятиборцем после Джанврина, Шебрле и Томаша Дворжака.
Женат на известной британской прыгунье в высоту Линде Ноулз.